# 浜大津
浜大津（はまおおつ）は滋賀県大津市の中心市街地にある町名。琵琶湖に面した大津港を擁し、古くから交通の拠点として栄えた。びわ湖浜大津駅が最寄り。現行行政地名は浜大津一丁目から浜大津五丁目。

## 地理
大津市の中央に位置し、北部は琵琶湖疏水、北東部には大津港がある。
シネコンやボウリング場などのアミューズメント施設を含む浜大津アーカスや、再開発ビルの明日都浜大津などがある。琵琶湖岸は整備された公園になっており（大津湖岸なぎさ公園）、多くの市民の憩いの場になっている。
1997年10月の京都市営地下鉄東西線の開業で京都市の三条京阪駅へ22分、太秦天神川駅まで36分で到達する。また徒歩約15分のJR大津駅から京都駅へは9分、大阪駅へは最短39分で到着する。

## 歴史

### 沿革
- 1965年（昭和40年）7月1日 - 町名変更により大津市橋本町、湊町、御蔵町、西山町、桝屋町、川口町、水揚町、東今颪町、西今颪町、今堀町、下北国町、中保町、三保ケ崎町の区域が浜大津一-四丁目となる[1]。
- 1992年（平成4年）1月10日 - 公有水面の埋立てにより新たに浜大津五丁目が設置された[1]。

## 世帯数と人口
2019年（平成31年）4月1日現在の世帯数と人口は以下の通りである。
| 丁目         | 世帯数    | 人口    |
| ------------ | --------- | ------- |
| 浜大津一丁目 | 75世帯    | 100人   |
| 浜大津二丁目 | 89世帯    | 153人   |
| 浜大津三丁目 | 501世帯   | 1,073人 |
| 浜大津四丁目 | 474世帯   | 982人   |
| 浜大津五丁目 | 0世帯     | 0人     |
| 計           | 1,139世帯 | 2,308人 |

### 人口の変遷
国勢調査による人口の推移。
| 1995年（平成7年）  | 1,170人 | [ 7 ]  |  |
| 2000年（平成12年） | 1,288人 | [ 8 ]  |  |
| 2005年（平成17年） | 1,288人 | [ 9 ]  |  |
| 2010年（平成22年） | 2,113人 | [ 10 ] |  |
| 2015年（平成27年） | 2,397人 | [ 11 ] |  |

### 世帯数の変遷
国勢調査による世帯数の推移。
| 1995年（平成7年）  | 480世帯   | [ 7 ]  |  |
| 2000年（平成12年） | 550世帯   | [ 8 ]  |  |
| 2005年（平成17年） | 550世帯   | [ 9 ]  |  |
| 2010年（平成22年） | 995世帯   | [ 10 ] |  |
| 2015年（平成27年） | 1,159世帯 | [ 11 ] |  |

## 学区
市立小・中学校に通う場合、学区は以下の通りとなる。
| 丁目         | 番・番地等                     | 小学校             | 中学校               |
| ------------ | ------------------------------ | ------------------ | -------------------- |
| 浜大津一丁目 | 全域                           | 大津市立中央小学校 | 大津市立打出中学校   |
| 浜大津二丁目 | 1番24～30号                    | 大津市立中央小学校 | 大津市立打出中学校   |
| 浜大津二丁目 | その他                         | 大津市立長等小学校 | 大津市立皇子山中学校 |
| 浜大津三丁目 | 全域                           | 大津市立長等小学校 | 大津市立皇子山中学校 |
| 浜大津四丁目 | 1番（皇子山中） 2番15号 7〜8番 | 大津市立中央小学校 | 大津市立打出中学校   |
| 浜大津四丁目 | その他                         | 大津市立長等小学校 | 大津市立皇子山中学校 |
| 浜大津五丁目 | 全域                           | 大津市立中央小学校 | 大津市立打出中学校   |

## 交通

### 鉄道
- 京阪京津線・石山坂本線　びわ湖浜大津駅 - 三井寺駅

### 道路
複数の県道が集まる交通の要衝である。「大津港口」交差点が浜大津最大のジャンクションである。
- 滋賀県道558号高島大津線：旧国道161号。「大津港口」交差点で北西方向から南西方向へ90度曲がり、京阪京津線の軌道とともに浜大津の中心を通過している。
- 滋賀県道7号大津停車場線：県道558号「浜大津一丁目」交差点(大津港口交差点より二つ南)より東に進んだあと南に曲がり、県道558号や京阪京津線と併走してJR大津駅前に延びる道路。
- 滋賀県道18号大津草津線：「大津港口」交差点で県道558号からまっすぐ東方向へ延び、近江大橋経由で草津市方面へ向かっている。
- 滋賀県道47号伊香立浜大津線：県道558号「浜大津駅前」交差点(大津港口交差点より一つ南)から県道558号と並走しながら北西へ延び、皇子が丘・坂本方面へ向かう。浜大津駅前交差点から観音寺西交差点までは旧旧国道161号の経路である。

## 大津港
かつては京阪地区と北陸地方を結ぶ玄関口・水運の拠点として発展した。現在は琵琶湖汽船の観光クルーズ船が就航している。
- ミシガン - 琵琶湖南部のクルーズ
- ビアンカ - 竹生島港～長浜港までのクルーズ

## その他

### 日本郵便
- 郵便番号 : 520-0047[4]（集配局：大津中央郵便局[13]）。